# Mito Kōmon
Mito Kōmon (水戸黄門  Mito Kōmon?) fue una serie o drama japonés transmitido por la cadena TBS. 

Kamon (emblema)

Se trató de una de las series más largas que han existido en Japón, con más de mil capítulos. Su inicio se remonta al año 1969 y su finalización fue en 2011.

## Argumento
Acompañado de sus fieles sirvientes y protectores, Mito Kōmon camina por las afueras de la ciudad ayudando a aquellos que necesitan de su ayuda. Al final de casi todo episodio ocurre una batalla, en esta, unos de sus ayudantes muestra el emblema Tokugawa contenido en un inrō, revelando así la verdadera identidad del personaje principal, anunciando que éste es el dueño y señor de Mito, tío del shōgun. Al final del episodio, Mito Kōmon siempre arregla lo malo en que incurra el villano.

## Curiosidades
El personaje de Mito Kōmon es basado en Tokugawa Mitsukuni, uno de los nietos del Shōgun Tokugawa Ieyasu y gobernante de la Provincia de Hitachi (hoy en día Prefectura de Ibaraki).
El verdadero Tokugawa Mitsukuni, fue un prominente daimio (大名 daimyō) que era conocido por su influencia en la política del período Edo temprano, un erudito conocido por la cantidad de investigación y que además contribuyó a iniciar y organizar los primeros estudios para compilar la historia de Japón en el llamado Gran historia de Japón (大日本史 Dai Nihonshi). Después de su muerte, el trabajo de recopilar la historia fue continuado por la rama de Mito hasta su terminación en la era Meiji. 
Cada verano la ciudad de Mito, acoge el festival Mito Kōmon, que destaca el sello o emblema del Clan Tokugawa y del Clan Mito, y actores representan a Tokugawa Mitsukuni y a sus ayudantes. Este matsuri o festival comenzó a realizarse en 1951 como conmemoración del líder más famoso de Mito, Mito Kōmon, que es también la mascota de la prefectura (ハッスル黄門 Hassuru Kōmon) y el personaje del título del drama más largo de Japón. El festival se celebra cada año en el primer fin de semana de agosto e incluye desfiles, bailes, carrozas, santuarios portátiles, un carnaval de ciudadanos y fuegos artificiales lanzados sobre la laguna Senba.